# Klein-Gletscher
Der Klein-Gletscher ist ein breiter Gletscher im westantarktischen Marie-Byrd-Land. Im Königin-Maud-Gebirge fließt er aus der Umgebung des Polarplateaus nach Nordwesten zum Scott-Gletscher, den er unmittelbar südlich der La Gorce Mountains erreicht.
Der United States Geological Survey kartierte ihn anhand von Luftaufnahmen der United States Navy zwischen 1960 und 1963. Das Advisory Committee on Antarctic Names benannte ihn 1967 nach Lieutenant Commander Verle Wesley Klein (* 1933), Pilot der Flugstaffel VX-6 bei der Operation Deep Freeze der Jahre 1966 und 1967.